# Шэньси Голи
«Шэньси Голи» (кит. трад. 陝西國力, упр. 陕西国力, пиньинь Shǎnxī Guólì) — бывший китайский футбольный клуб, выступавший в г. Сиань, провинция Шэньси. Принимал домашние матчи на стадионе провинции Шэньси, вместимостью 50,100 человек. Был основан 28 февраля 1996 года и в течение девяти сезонов играл в высшем дивизионе Китая - Суперлиге. Наивысшим достижением стало девятое место в Лиге Цзя-А в сезоне 2001 года. В 2005 году команда была объявлена банкротом, исключена из всех официальных соревнований Китайской футбольной ассоциации и расформирована.

## Изменение названия
- 1996-2004 — «Шэньси Голи» 陕西国力
- 2004 — «Нинбо Голи» 宁波国力
- 2005 — «Харбин Голи» 哈尔滨国力

## Результаты
За всё время существования
| Сезон    | 1996 | 1997 | 1998 | 1999 | 2000 | 2001 | 2002 | 2003 | 2004 | 2005 |
| -------- | ---- | ---- | ---- | ---- | ---- | ---- | ---- | ---- | ---- | ---- |
| Дивизион | 3    | 3    | 2    | 2    | 2    | 1    | 1    | 1    | 2    | 2    |
| Место    | ?1   | 3    | 10   | 10   | 1    | 9    | 152  | 15   | 12   | 14   |

- ↑ :  на групповой стадии
- ↑ :  без понижения в классе

## Достижения
- Чемпион Лиги Цзя-Б : 2000[2]